# Duško Tošić
Duško Tošić (kyrillisch: Душко Тошић) [duʃkɔ tɔʃitɕ] (* 19. Januar 1985 in Orlovat, Jugoslawien) ist ein serbischer Fußballspieler. Seit Januar 2021 steht der Verteidiger bei Kasımpaşa İstanbul unter Vertrag und spielte für die serbische Fußballnationalmannschaft. Neben der Position als linker Außenverteidiger ist Tošić auch in der Innenverteidigung einsetzbar.

## Karriere

### Verein
Tošić wuchs im Dorf Orlovat bei Zrenjanin auf, wo er im Alter von zehn Jahren beim dortigen Fußballklub FK Proleter mit dem Fußballspielen begann. 2002 wechselte er zum OFK Belgrad. Er absolvierte dort insgesamt 80 Spiele, in denen er 6 Tore erzielte, bevor er im Januar 2006 zum FC Sochaux wechselte. Er wurde dort Stammspieler und gewann im Jahr 2007 den Pokal.
Zur Saison 2007/08 wechselte Tošić zu Werder Bremen. Er erhielt einen Vertrag bis 2011. Nach der Teilnahme an den Olympischen Sommerspielen 2008 konnte er sich nicht mehr zurück ins Team spielen und sollte in der Winterpause der Saison 2009/10 an den MSV Duisburg ausgeliehen werden. Da Tošić den Wechsel trotz Zusage platzen ließ, löste Werder Bremen am 1. Februar 2010 den Vertrag mit ihm auf.
Kurz danach sollte er einen Vertrag beim englischen Erstligisten FC Portsmouth unterschreiben. Da der FC Portsmouth finanzielle Schwierigkeiten hat, durfte der Verein keine neuen Spieler verpflichten und somit durfte Tošić keinen Vertrag unterschreiben. Ende März 2010 unterschrieb er einen Vertrag auf Leihbasis bis zum Ende der Saison beim englischen Zweitligisten Queens Park Rangers.
Seit Sommer 2010 stand er bei Roter Stern Belgrad unter Vertrag. Er wurde im Sommer 2011 für ein Jahr an Betis Sevilla ausgeliehen, jedoch wurde dieses Leihgeschäft bereits nach einem halben Jahr beendet.
Zur Saison 2012/13 wechselte Tošić in die türkische Süper Lig zu den Hauptstädtern von Gençlerbirliği Ankara.
Im Sommer 2015 wechselte ablösefrei zum Ligarivalen Beşiktaş Istanbul. Mit diesem Verein wurde er zweimal hintereinander türkische Meister und erreichte in der Saison 2017/18 das Achtelfinale der Champions League.
Zur Saison 2018/19 wechselte er gegen eine Ablösesumme von einer Million Euro zum chinesischen Verein Guangzhou R&F. Im Januar 2021 unterschrieb er einen Vertrag beim türkischen Erstligisten Kasimpasa Istanbul.

### Nationalmannschaft
Tošić hatte sein Länderspieldebüt für die A-Mannschaft von Serbien am 15. November 2006 beim 1:1 gegen Norwegen. Am 17. Oktober 2007 erzielte er beim 6:1-Sieg gegen Aserbaidschan sein erstes und einziges A-Länderspieltor.
Er war mit der U-21 bei der EM 2007 in den Niederlanden aktiv und wurde dort Vizeeuropameister. Mit Serbien nahm er auch an den Olympischen Sommerspielen 2008 in Peking teil. 2018 nahm er mit Serbien an der Fußball-WM teil. Hier wurde er beim 1:0-Sieg gegen Costa Rica und der 1:2-Niederlage gegen die Schweiz eingesetzt. Serbien schied nach der Vorrunde aus. Das Spiel gegen die Schweiz war zugleich Tošić’ letztes Länderspiel.

## Erfolge

### Verein
- Französischer Pokalsieger 2007 (mit dem FC Sochaux)
- DFB-Pokal-Sieger 2008/09 (mit Werder Bremen)
- Türkischer Meister: 2015/16, 2016/17

### Nationalmannschaft
- U-21 Vize-Europameister 2007

## Privates
Seit 2008 ist er mit der Sängerin Jelena Karleuša verheiratet und hat zwei Töchter.